# Joan Salvat i Saladrigas
Joan Salvat i Saladrigas (Sant Feliu de Llobregat, Baix Llobregat, 1956) és un periodista català. És conegut com a creador del programa 30 minuts a TV3 del qual va ser el director durant més de vint-i-quatre anys, del 1984 a 2008. De 2009 al 2017 va dirigir el programa de documentals Sense ficció.
Obra
- Darrere la càmera : quinze anys de 30 minuts, 1984-1999, 1999[4]